# Antonino Matranga
Antonino Matranga (Palermo, 25 marzo 1905 – Milano, 30 aprile 1970) è stato un mafioso italiano.
Era un ricco proprietario terriero arricchitosi con i proventi derivatigli dalle speculazioni edilizie e apparteneva alla cosca
mafiosa di San Lorenzo Colli.
È stato capo della cosca di Resuttana fino al 1963. Qualche anno prima, assieme ad altri mafiosi, in Sicilia scatenò la prima guerra di mafia.
Con Vincenzo Nicoletti e Mariano Troia era uno dei principali esponenti del "gruppo Torretta". Inoltre, sono di rilievo i suoi rapporti con Michele Cavataio ma soprattutto con Francesco Tumminello, il quale divenne capo famiglia della cosca del quartiere Giardino Inglese a Palermo grazie al supporto di Matranga.
Durante il processo dei "54" a Catanzaro fu assolto per mancanza di prove, quindi si trasferì a Milano dopo aver affidato la gestione dei suoi beni al nipote Agostino Matranga, il quale partecipò alla strage di viale Lazio nel dicembre del 1969.
Fu assassinato a Milano il 30 aprile del 1970, in via Boncompagni, da alcuni sicari di cosa nostra. Al suo omicidio parteciparono Lorenzo Tinnirello e Cristofaro Cannella, componenti del gruppo di fuoco di Brancaccio e fedelissimi dei corleonesi di Totò Riina Alla sua morte venne sostituito da Francesco Madonia.